# Лесь Новіна-Розлуцький
Лесь Нові́на-Розлу́цький (справжн. Олесь Дмитрович Розлуцький, псевдонім — де Новіна, 1889, Жовчів Рогатинський район Івано-Франківська область — 1920, Могилів-Подільський) — український театральний і громадський діяч, актор, режисер, керівник трупи, композитор, письменник, літописець Українських січових стрільців, підхорунжий УСС.
Автор першого літопису УСС. Перший автор музики до «Видиш, брате мій…» («Журавлі») Богдана Лепкого. Послужив героєм журналу «Новініяда» за 1915 рік, закладеного Романом Купчинським.

## Життєпис
Народився 1889 в селі Жовчів в родині Дмитра Розлуцького — пароха села Жовчів Рогатинського повіту, який походив із шляхетського роду Розлуцьких гербу Сас. За іншими даними отець Дмитро прибув до Жовчева 1891 року з дворічним сином, тож місце народження Олеся точно не встановлене.
Навчався в Перемишлянській гімназії, закінчив гімназію у Львові, вивчав філософію у Кракові в Ягеллонському університеті. Абсольвент філософії Віденського університету. Також навчався у Парижі і Женеві.
Послужив героєм журналу «Новініяда» за 1915 рік, закладеного Романом Купчинським. Герой «Новініяди», Лесь Новіна-Розлуцький, «шляхетського роду, освічений і талановитий юнак цікавих прикмет, тим небуденний серед тодішньої української молоді, бо студіював у краківських високих школах. Лесь відзначався великою фантазією, був знаменитим композитором монологів, любив пристрасно сцену й захоплювався визначними малярами».
Під навчання у Кракові зустрічався у поета Богдана Лепкого з тодішнім артистичним гуртком українців, що перебували там на студіях.
1914 вступив до легіону УСС. Член Пресової Кватири при Коші УСС, а згодом — член «Артистичної Горстки» при Пресовій Кватирі Легіону. Зміст вже згаданого журналу «Новініяда» — віршований нарис, пісня про стрільця Новіну, його воєнні будні та «любовно-воєнні» пригоди.
Команда 1-ї бриrади відкомандувала його до театру при Начальній Команді УГА.
В 1915—1917 рр. він підтримував із іншими стрільцями-артистами львівський український театр, 1918 р., коли Станиславів став центром ЗУНР, провадив там «столичну» сцену. Пізніше ці артисти-стрільці започаткували театр Української Галицької Армії у Вінниці, а Новіна-Розлуцький зорганізував подільський театр в Могилеві.
З 1915 року — на сцені львівського українського театру. Відомий театральний діяч і січовий стрілець Йосип Гірняк згадував, що до появи Євгена Коханенка тягар режисури серед січових стрільців лежав на Новіні-Розлуцькому. «Ця кольоритна постать стрілецької богеми знайшла своє покликання в театрі. Яскравий представник передвоєнної „золотої молоді“, дон-жуан і весельчак, що разом із четарем Цяпкою-Скоропадом одухотворили творчість стрілецьких поетів та композиторів, з перших своїх кроків на сцені тодішнього Львова зарекомендувався як цікавий актор і грамотний режисер… Новіна-Розлуцький був режисером перекладних і тогочасних нових українських п'єс. Його освіта і студії на філософічних факультетах згаданих університетів були дуже пригожими для нашого стрілецького ансамблю. Старші і молодші студенти вищих шкіл, і навіть гімназисти, легше знаходили спільну мову з Розлуцьким, ніж з Василем Коссаком, який режисерував п'єси побутового репертуару».
Після від'їзду Львівського театру до Проскурова у Кам'янці формується трупа для Могильова-Подільського під артистичним проводом Новіни-Розлуцького. До складу трупи увійшли артисти колишнього «Черновецького українського театру» В. Демчишин, М. Онуфрак, К. Козак-Вірленська, Н. Левицька. Відомо, що 1919 року румунська влада виселила з Буковини низку акторів галицького походження.
Наприкінці 1919 «Народний театр при Міністерстві преси й інформації» під керівництвом Новіни-Розлуцького переїхав до Могильова. Там трупу поповнили з місцевих акторів і було дібрано хор. Театр користувався великим успіхом, але після смерті Новіни-Розлуцького перейшов у стадію животіння..
Помер на початку 1920 р. Точних відомостей про місце і час його смерті нема. «Його життєві сліди губляться в „Чотирикутнику смерті“ — помер на тиф у Могилев-Подільському над Дністром. На надгробному пам'ятнику на символічній могилі батька й сина Розлуцьких є такий напис: „Тут спочиває протоірей Дмитро Розлуцький, за которого будувалась церква в селі Жовчів, а також їмость і син їх Олесь приблизно 1920—1925“».

## Музика до пісень
Роман Купчинський у спогадах «Мої добрі знайомі» писав: «Вечорами Новіна цікаві речі оповідав: про Париж, у якому перебував, про Краків, де студіював філософію і мешкав у Богдана Лепкого. Одного разу заспівав нам свою мелодію до „Видиш, брате мій“. І ніхто її не записав, вона слабша, як Лева Лепкого, але все-таки цікава. Шкода, що пропала». З мелодією Леся Розлуцького була випущена платівка. А вже потім Лев Лепкий опрацював варіант Леся Розлуцького. Зараз пошуки цієї платівки ведуть колекціонери і у Львові, і в США.